# Кугель (страва)
Кугель, кугєль (ідиш: קוגל kugl або קוגעל) — різновид страви традиційної єврейської кухні, що поєднує багато інгредієнтів у вигляді запіканки.До її складу можуть входити різні складники, але основним інгредієнтом є яйця . Кугель буває як солодкий, так і гострий . Вони можуть бути доповненням до основної страви або десертом .
Традиційною єврейською стравою є картопляний пиріг з цибулею, запечений в пічці. Ця страва відома також у польській та литовській кухні, де в кугель іноді додають шкварки або свинячі ребра . У єврейській кухні його часто готують з м'яса качки.
У Польщі кугель поширений переважно на Підляшші, де зустрічається нарівні з цепелінами і картопляною запіканкою. У курпів (субетнічні групі племені мазовшан у Республіці Польщі) ця страва більш відома як «рейбак». Вона походить від «rejbowanie» (від німецького reiben — натирати), тобто терти картоплю . На околицях Пшедборжа, Радошиць, Фалькува та Острува-Мазовецького він відомий як "кугєль". Традиційний пшедборський кугель готували з тертої картоплі, шматків жирної свинини, яєць, тертого хліба та цибулі з додаванням перцю та солі. Замість свинини євреї використовували гусятину. Це також регіональна страва в гміні Фалькув . Найчастіше готують зі свинячих ребер, хоча можна використовувати й інші види м’яса (наприклад, яловичину, гомілку). Через трудомісткість приготування він з'являється на столах переважно у свята.
Також готують кугель з макаронів, в декількох варіантах, з різними видами пасти, наприклад, солодкий з сиром, яйцем і цукром, «коричневий кугель» - з цукром і перцем [ потрібно. виноска ].
В Україні цю страву найчастіше називають "картопляна запіканка" Її готують з тертих і дрібно подрібнених різних сезонних овочів, поливаючи взбитими курячими яйцями без додавання молочних продуктів. 